# Узники земли
«Узники земли» (исп. Prisioneros de la tierra) — фильм режиссёра Марио Соффичи. В 1985 году на основании опроса, произведённого Музеем кино Аргентины, картина «Узники земли» названа «величайшей в истории национального кинематографа».

## Сюжет
Фильм рассказывает об эксплуатации батраков-подёнщиков (менсу́, исп. mensú) на сборе парагвайского чая (мате), находящихся на полу-рабском положении. Действие происходит в 1915 году в провинции Мисьонес (Аргентина). Основной конфликт назревает между надсмотрщиком Конером (Петроне) и одним из менсу (Магана). Частная вражда постепенно перерастает в кровавое противостояние сил правительства группам недовольных батраков.

## В ролях
- Франциско Петроне — Конер
- Анхель Магана — менсу
- Омера Карпена
- Рауль де Ландж
- Роберто Фугасот
- Элиза Га́льве